# Kannengießerstraße
Die Kannengießerstraße in der Innenstadt Braunschweigs verbindet die nördlich gelegene Straße Hintern Brüdern mit der im Südwesten angrenzenden Schützenstraße. Die ehemals durch Fachwerkhäuser geprägte, beidseitig bebaute Straße verlor durch die Zerstörungen während des Zweiten Weltkriegs und nachfolgende Umgestaltungen ihren ursprünglichen Charakter.

## Geschichte

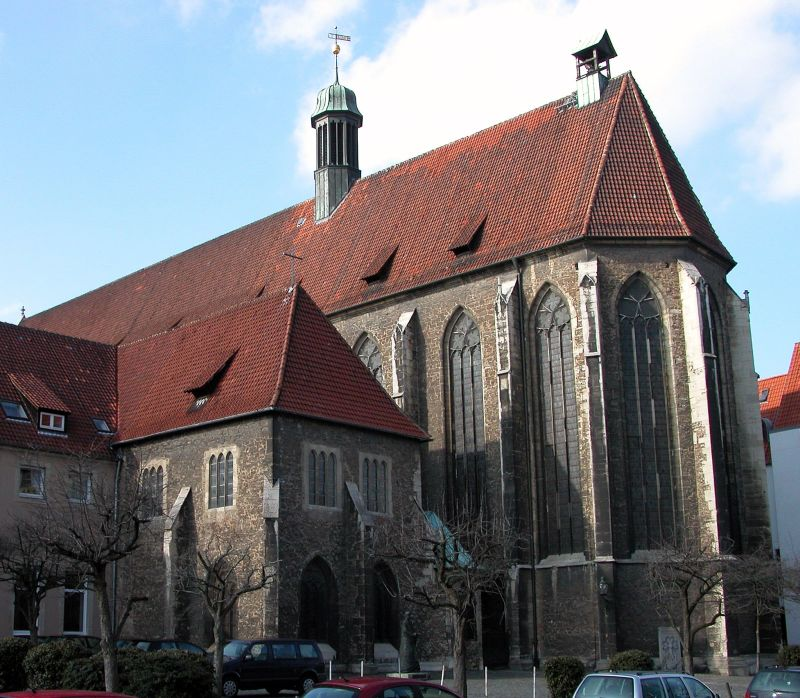
Die Brüdernkirche von der Kannengießerstraße aus gesehen.

Die Kannengießerstraße gehörte westlich bis zum ehemaligen Haus Nr. 142 zum Weichbild der Altstadt und auf der längeren östlichen Seite zum Sack. Aus dem Jahr 1333 ist die Bezeichnung Sackstrate überliefert. Ein zum benachbarten Brüdernkloster führender Durchgang wird 1308 als valva fratrum minorum, 1334 als der barvoten brodher dor bezeichnet. Die neben dem Durchgang liegenden Häuser wurden 1339 mit dem Zusatz unde hebbet de hove to den brodern kekart und 1358 als by der brodern dore up der sackstrate beschrieben. Im Mittelalter waren in der Straße Kannengießer, Glocken- und Geschützgießer ansässig, die hier auch ihre Werkstätten betrieben. Bereits 1346 wohnte in der Sackstrate Godeke de kannengheter. Für das Jahr 1416 sind Hans und Luder Gropengheter und Tyle Kannengheter urkundlich nachweisbar. Die Bezeichnung Kannengheterstrate erscheint erstmals 1402, wobei der alte Name Sackstrate noch lange in Gebrauch blieb. So wird in den Schoßbüchern des Sacks bis 1541 ausschließlich die alte Straßenbezeichnung verwendet.
Als Kuriosum ist eine am 3. Juli 1819 in den Braunschweigischen Anzeigen erschienene Annonce zu vermerken, in der „Eine Laufmaschine, welche noch so gut wie neu, gegen einen billigen Preis, auf der Kannengießerstraße i[m] H[aus] 2707“ angeboten wurde. Eine derartige Laufmaschine war vom Erfinder Karl Drais erst zwei Jahre zuvor der Öffentlichkeit vorgestellt worden und war im Jahre 1819 eine Rarität.
Während des Zweiten Weltkriegs wurden die Fachwerkbauten der Kannengießerstraße völlig zerstört. Schwere Luftangriffe erfolgten am 9. September und insbesondere am 15. Oktober 1944. Die Straßenführung wurde nach dem Krieg geändert. Während sie vormals nahezu geradlinig die Schützenstraße mit dem Schild verband, verläuft sie heute von der Schützenstraße kommend in einem nach Norden abknickenden Winkel zur Straße Hintern Brüdern.

### Historische Bauten
Im Haus Nr. 2696 wohnten seit dem Ende des 14. Jahrhunderts Geschütz- und Glockengießer, darunter der Meister Bertold von Melverode, nachweisbar im Jahre 1408. Für das Jahr 1418 ist für das Haus mit der späteren Nr. 8 der Gießer Henning Bussenschutte urkundlich als Besitzer nachweisbar, der 1411 das Braunschweiger Riesengeschütz Faule Mette goss. In dem Haus wohnte von ca. 1460 bis 1600 die überregional bekannte Gießerfamilie Mente, zu deren bekanntesten Mitgliedern Hinrik Mente und dessen Sohn Cord Mente zählen. Hinrik Mente zog 1512 in ein neues Haus in der Echternstraße. Der Familienbesitz in der Kannengießerstraße (Haus Nr. 2696) fiel an Hinrik Mentes Halbbruder, den Bronzegießer Ulrich Mente (um 1495–1543) aus der 2. Ehe seines Vaters. Ulrich Mente ließ das Haus umbauen. Im Jahre 1609 gelangte es in den Besitz der Brüdernkirchen-Gemeinde. Zwischen 1644 und 1747 war es im Besitz von Martin Sommeraus und dessen Erben. Im Jahre 1850 wurde es von Heinrich Georg Wilhelm Theodor Löhr gekauft.
An der Hausnummer 17 befand sich das heute zerstörte Geburtshaus von Hermann Bräss (1738–1797), Sohn eines Knopfmachermeisters. Nach dem Schulbesuch am Katharineum studierte er Theologie, arbeitete als evangelischer Pastor und gab ab 1786 die sogenannte Rote Zeitung heraus, die in Wolfenbüttel gedruckt wurde.
Auf der Kannengießerstraße wurde der lutherische Theologe Ludwig Ernesti (1814–1880) geboren, wo sein Vater einen Branntweinausschank betrieb.
Das Renaissancetor, das den Friedhof der Brüdernkirche zur Kannengießerstrasse hin abschloss, wurde 1757 abgebrochen.
Infolge der Hungerjahre von 1845 bis 1847 gründete die Sozialreformerin Luise Löbbecke gemeinsam mit ihrer Tante Amalie Löbbecke und anderen Frauen in der Kannengießerstraße eine „Speiseanstalt für Bedürftige“. Am 10. April 1867 eröffnete Wilhelm Graff in der Kannengießerstraße eine heute noch an anderem Standort bestehende Buchhandlung mit Antiquariat. Im Haus Nr. 27 wurde 1885 der überregional bekannte Tierfotograf Hermann Fischer († 1975) geboren.

### Heutige Bebauung
Heute sind nur noch die Süd- und Ostseite der Kannengießerstraße bebaut. Es wurden nach Kriegsende dreigeschossige Wohnhäuser errichtet.

## Archäologische Grabungen 2025

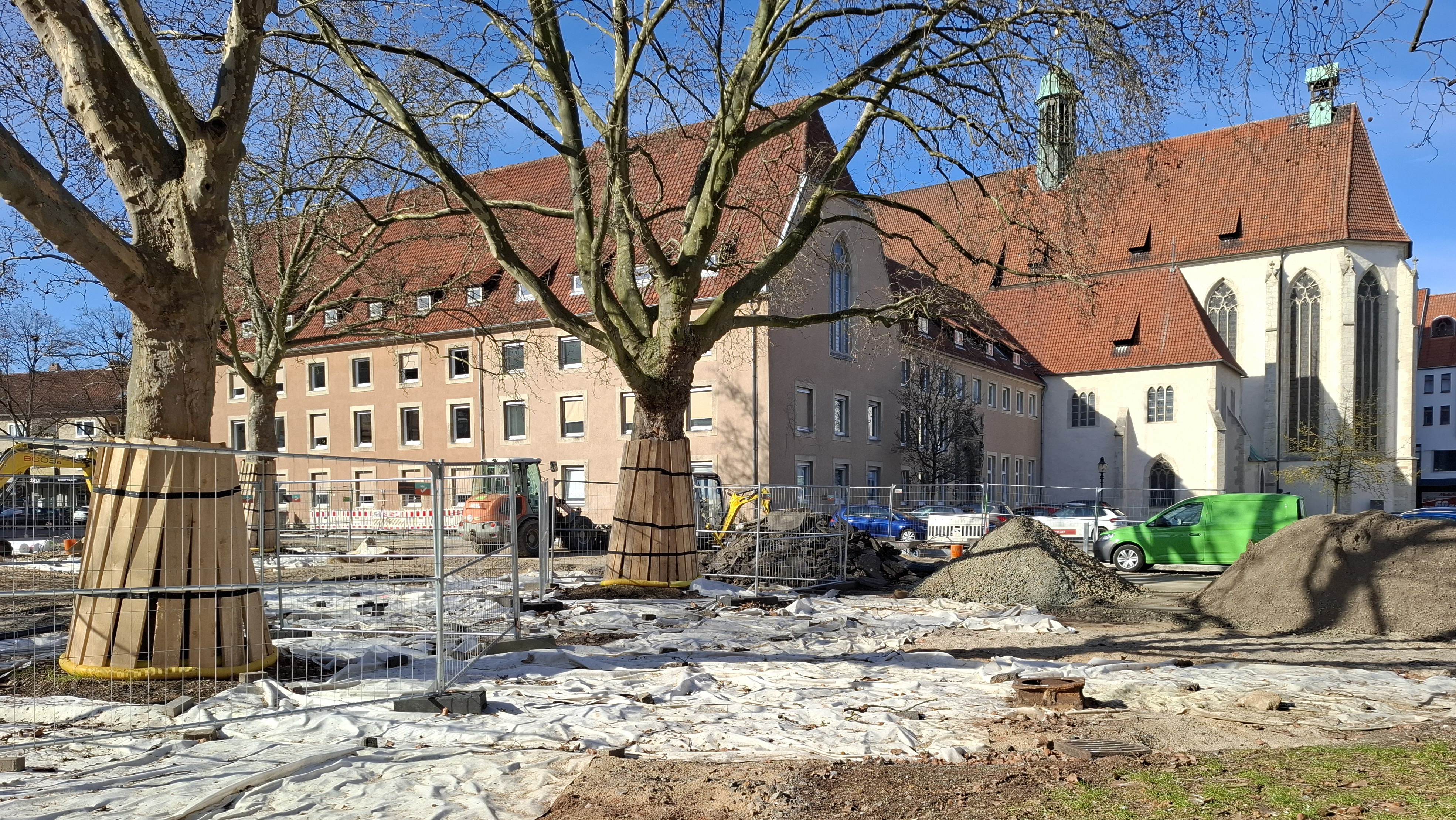
Abgedeckte archäologische Grabungen 2025 auf dem Gelände des ehemaligen Alten Zeughofs. Im Hintergrund: Die Südseite der Brüdernkirche, davor das Gebäude des Theologischen Zentrums Braunschweig.

Im Zuge einer erweiterten Begrünung der Innenstadt, beschloss die Stadt Braunschweig, den seit Jahrzehnten auf der zentralen Weltkriegstrümmerbrache „Alter Zeughof“, zwischen Schützen- und Kannengießerstraße bestehenden Parkplatz mit 72 Pkw-Stellplätzen, in den ersten „Pocket-Park“ Braunschweigs umgestalten zu lassen, wobei der vorhandene, kleine Platanenbestand weitestgehend erhalten bleiben soll. Das Projekt wird sowohl aus Mitteln der Stadt, als auch des Landes Niedersachsen (Förderprogramm „Resiliente Innenstädte“) und des Europäischen Fonds für regionale Entwicklung finanziert.
Bevor die Hauptbauarbeiten beginnen konnten, wurde das Areal zuvor von einem Grabungsunternehmen archäologisch untersucht. Dabei wurde festgestellt, dass zwar die ursprüngliche Fachwerkhausbebauung, die zum Teil bis in das Mittelalter zurückreichte, durch alliierte Bombenangriffe, insbesondere den Bombenangriff vom 15. Oktober 1944 vollständig zerstört worden war, diese Zerstörungen aber nur an der Oberfläche durch Feuereinwirkung stattgefunden hatten. Nur wenige Zentimeter unter der Oberfläche stießen die Archäologen auf Spuren von Metallverarbeitung, so zum Beispiel auf eine hohe Zahl an Fragmenten von Schmelztiegeln, die bis in das Spätmittelalter datiert werden konnten. An einer besonders tiefen Grabungsstelle, die später als Brunnenschacht für den Springbrunnen des Pocket-Parks dienen soll, stieß man in etwa drei Meter Tiefe auf gut erhaltenes Flechtwerk aus Reisig sowie eine Palisadenkloake. Der Braunschweiger Bezirksarchäologe Tobias Uhlig bezeichnete die Funde nach einer ersten Begutachtung als die „ältesten profanen […] Siedlungsspuren“ des Weichbildes Sack, die zudem „top erhalten“ seien. „Ein winziges Pompeji“, das „ein Fenster bis ins 13. Jahrhundert“ öffne.